# Atriplex flabellum
Atriplex flabellum är en amarantväxtart som beskrevs av Aleksandr Andrejevitj Bunge och Pierre Edmond Boissier. Atriplex flabellum ingår i släktet fetmållor, och familjen amarantväxter. Inga underarter finns listade i Catalogue of Life.